# Anomodon thraustus
Anomodon thraustus là một loài Rêu trong họ Thuidiaceae. Loài này được Müll. Hal. mô tả khoa học đầu tiên năm 1898.